# Ilie Ceauşescu
Ilie Ceauşescu (Scornicești, 8 de junho de 1926 - Bucareste, 1 de outubro de 2002) foi um general do exército romeno e político comunista que atuou como vice-ministro de Defesa da Romênia comunista durante o governo de seu irmão mais velho, Nicolae Ceauşescu.
Com carreira militar e política, Ilie foi auxiliado por Nicolae; entre 1980 e 1989 foi membro do Comitê Central do Partido Comunista Romeno, e, entre 1982-1989, foi vice-ministro da Defesa.
Ilie Ceauşescu foi também um historiador, e influenciou Nicolae no estabelecimento do Protocronismo como a historiografia oficial da Romênia e uma parte importante do sistema de propaganda nacional. Por exemplo, ele afirmou que o povo romeno foi sempre o mesmo desde tempos imemoriais, sendo muito pouco influenciado por outros povos (romanos, eslavos, mongóis), etc:
"É bem sabido que o povo romeno permaneceu sempre o mesmo, consolidado, unitário e homogêneo no lar que sempre ocupou".
Após a Revolução Romena de 1989 e a execução de Nicolae Ceauşescu, ele se aposentou da vida pública, e morreu 13 anos depois, com a idade de 76 anos. Na época, foi revelado que Ilie Ceauşescu estava envolvido em uma série de transações entre os Estados Unidos e a Romênia, que consistia em vender tecnologia militar soviética. O acordo era de $40 milhões, parte do qual foi depositado em contas bancárias suíças. 

## Obras

### Inglês
- The entire people's war for the homeland's defence with the Romanians: From times of yore to present days, Military Publishing House, Bucharest, 1980
- Transylvania, an ancient Romanian land, Military Publishing House, Bucharest, 1983
- 23 August 1944: 200 days spared from World War II, Editura Ştiinţifică şi Enciclopedică, 1984
- From the Dacian state to socialist Romania: 2,000 years of statehood, Military Publishing House, Bucharest, 1985
- A Turning Point in World War II, East European Monographs, Boulder, 1985 ISBN 0-88033-084-8
- Independence - a fundamental aim of the Romanian people: Traditions, present features, prospects Military Publishing House, Bucharest, 1987
- Romanian Military Doctrine, East European Monographs, Boulder, 1988 ISBN 0-88033-135-6

### Romeno
- Transilvania: Străvechi pamînt românesc, Ed. Militară, Bucharest, 1984 (com Florin Constantiniu e Mihail E. Ionescu)
- Mobilitate socială, Ed. Academiei, Bucharest, 1973